# Anatoli Iwanowitsch Scheljuchin
Anatoli Iwanowitsch Scheljuchin (russisch Анатолий Иванович Шелюхин; * 6. April 1930 in Kostroma, Russische SFSR, Sowjetunion; † 21. Oktober 1995 in Kostroma, Russland) war ein russischer Skilangläufer, der für die Sowjetunion startete.

## Leben und Karriere
Bei den Olympischen Winterspielen 1956 in Cortina d’Ampezzo erreichte Scheljuchin beim 30-km-Lauf den vierten Platz hinter dem – nur eine Sekunde schnelleren – Pawel Koltschin und beim 50-km-Lauf den fünften Platz.
Bei den Olympischen Winterspielen 1960 in Squaw Valley belegte Scheljuchin mit der sowjetischen Mannschaft den dritten Platz bei der 4 × 10-km-Staffel.
Bei den Skiweltmeisterschaften 1958 in Lahti belegte Scheljuchin den zweiten Platz mit der 4 × 10-km-Staffel und gewann Bronze beim 15-km-Lauf. Im Jahr 1959 wurde er bei den Lahti Ski Games Zweiter über 15 km.
Scheljuchin war viermal sowjetischer Meister, einmal beim 30-km-Lauf (1958) und dreimal beim 50-km-Lauf (1955, 1958 und 1959).